# STREET "H"
STREET "H"（ストリート エイチ）は、広島エフエム放送のラジオ番組。広島音楽探検プログラムと称されている。2006年3月26日終了。

## 放送時間
毎週日曜日　0:00～1:00

## パーソナリティ
- （初代）山口雅美・・・2004.4～2004.9
  - 他番組では9ジラジを担当している。
- （2代目）渡部裕之（ナベオ隊長）・・・2004.10～
  - この番組開始の6時間前にオンエアーしているSUNMALL LIVE ON RADIOのパーソナリティを担当している。

パーソナリティは隊長とも呼ばれている。
| スタブアイコン | サブスタブ | この項目は、まだ閲覧者の調べものの参照としては役立たない、ラジオ番組に関連した書きかけの項目です。この項目を加筆・訂正などしてくださる協力者を求めています（P:ラジオ/PJ:放送番組）。 |